# Unkenbach
Unkenbach ist eine Ortsgemeinde im Donnersbergkreis in Rheinland-Pfalz. Sie gehört der Verbandsgemeinde Nordpfälzer Land an, die ihren Verwaltungssitz in der Gemeinde Rockenhausen und eine zusätzliche Verwaltungsstelle in Alsenz hat.

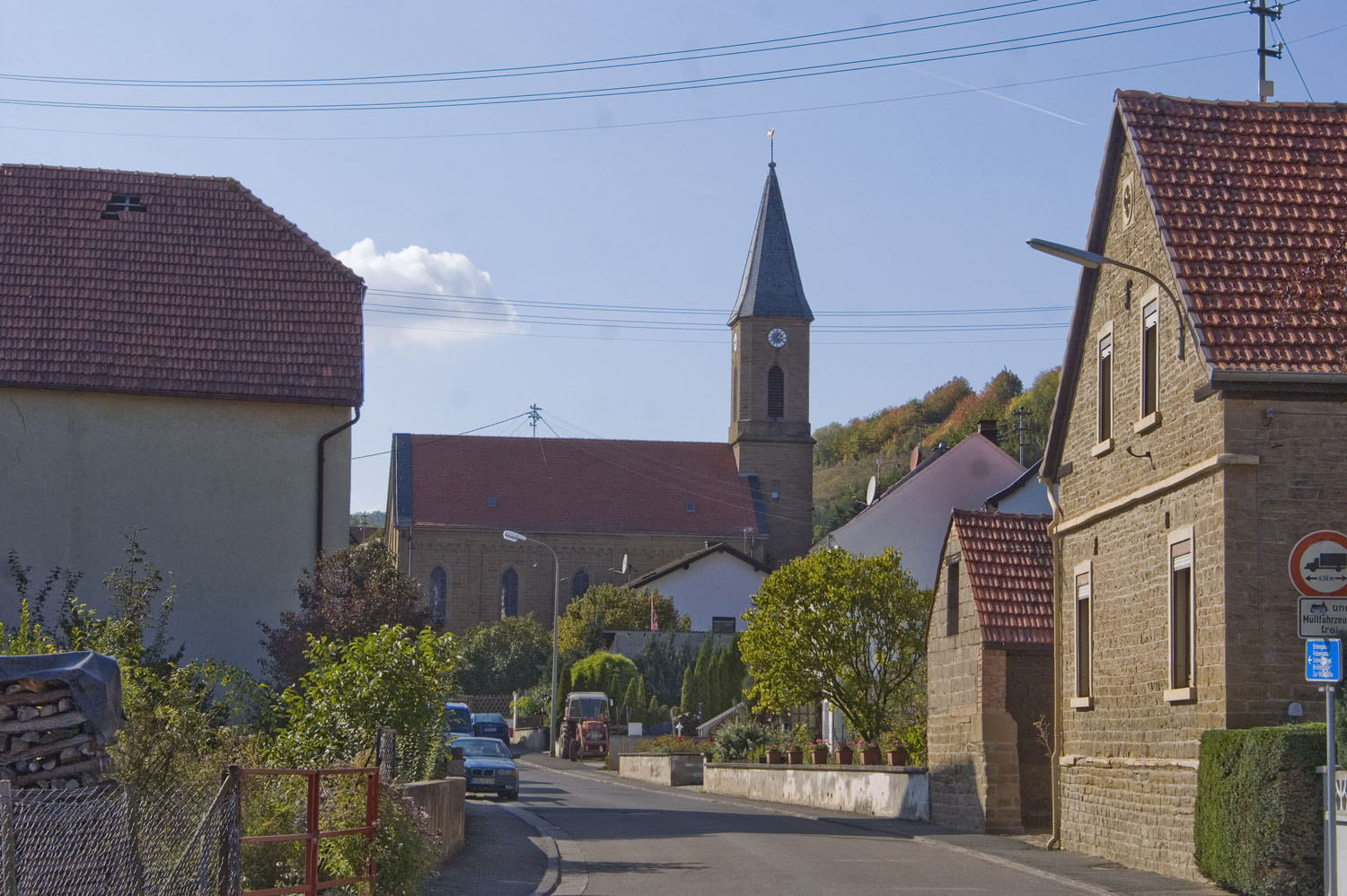
Ortsmitte und Protestantische Kirche

## Geographie
Unkenbach liegt im Nordpfälzer Bergland nördlich des Pfälzerwalds. Nordöstlich befindet sich Obermoschel, südwestlich Callbach. Die nächsten größeren Städte sind Bad Kreuznach im Norden und Kaiserslautern im Süden
Die Unkenbach fließt in West-Ost-Richtung durch den Ort der Moschel zu.

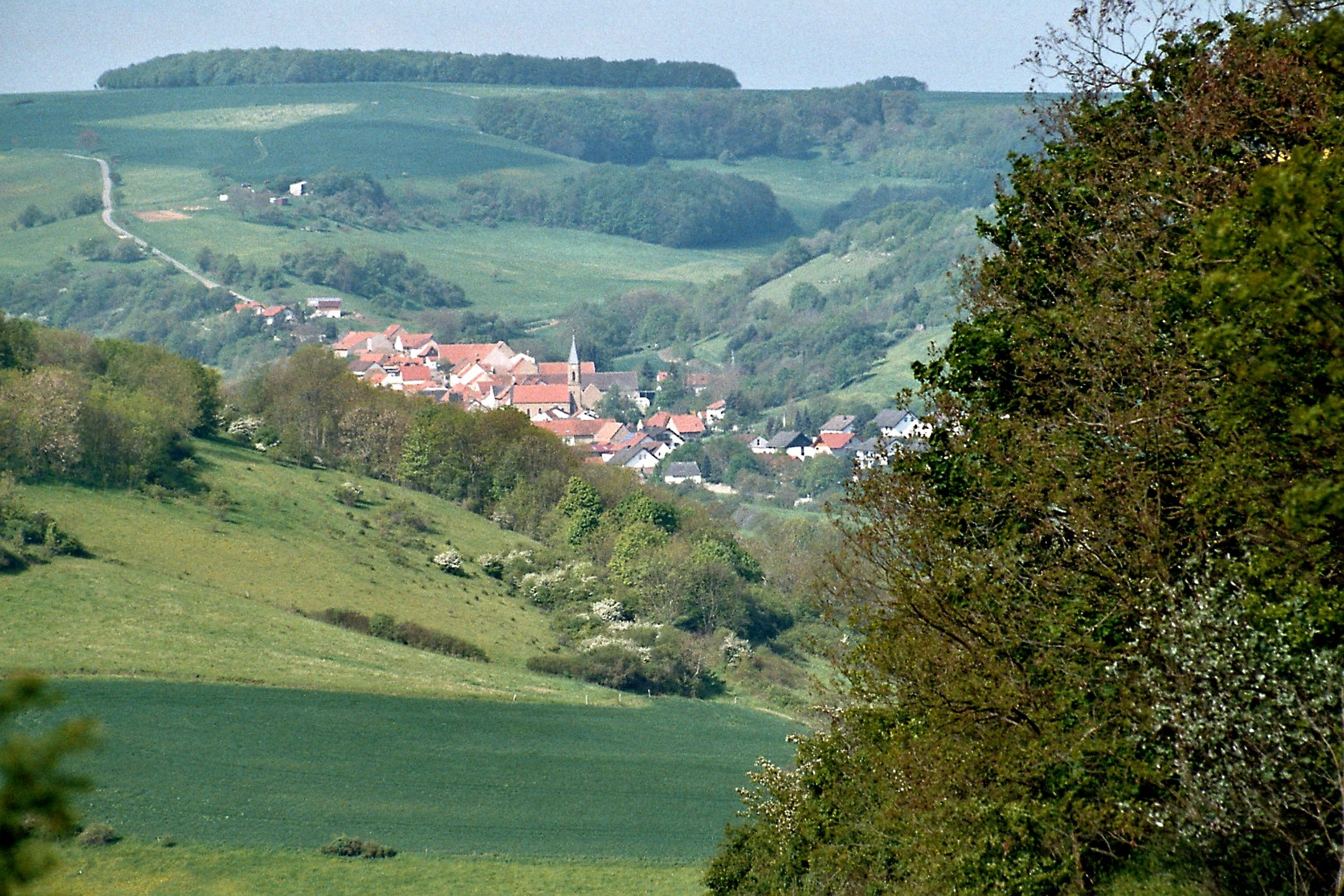
Blick von der Moschellandsburg auf Unkenbach

## Geschichte
Die Gegend war bereits in römischer Zeit besiedelt, was Reste einer villa rustica und einiger Brandgräber aus dem 2./3. Jahrhundert belegen.
Der heutige Ort wurde wohl im 8. Jahrhundert von den Franken gegründet, aber erst 1387 erstmals urkundlich erwähnt. Zunächst zur Grafschaft Veldenz gehörend, fiel Unkenbach 1444 an das Herzogtum Pfalz-Zweibrücken und war dort dem Oberamt Meisenheim unterstellt.
Nach 1792 hatten französische Revolutionstruppen die Region besetzt und nach dem Frieden von Campo Formio (1797) annektiert. Von 1798 bis 1814 gehörte das Dorf zum französischen Departement Donnersberg und war dem Kanton Obermoschel zugeordnet.
Aufgrund der auf dem Wiener Kongress (1815) getroffenen Vereinbarungen und einem Tauschvertrag mit Österreich kam die Region 1816 zum Königreich Bayern. Ab 1818 war die Gemeinde Gauersheim dem Landkommissariat Kirchheim im bayerischen Rheinkreis, später dem Bezirksamt Kirchheimbolanden zugeordnet, von dem 1900 das Bezirksamt Rockenhausen abgespalten wurde.
1928 hatte Unkenbach 342 Einwohner, die bis auf einen alle protestantisch waren und in 79 Wohngebäuden lebten.
Ab 1939 war der Ort Bestandteil des Landkreises Rockenhausen. Nach dem Zweiten Weltkrieg wurde Unkenbach innerhalb der französischen Besatzungszone Teil des damals neu gebildeten Landes Rheinland-Pfalz. Im Zuge der ersten rheinland-pfälzischen Verwaltungsreform wechselte Unkenbach 1969 in den neu gebildeten Donnersbergkreis; drei Jahre später wurde die Gemeinde in die ebenfalls neu entstandene Verbandsgemeinde Alsenz-Obermoschel eingegliedert. Seit 2020 ist Unkenbach Bestandteil der Verbandsgemeinde Nordpfälzer Land.

## Politik

### Gemeinderat
Der Gemeinderat in Unkenbach besteht aus sechs Ratsmitgliedern, die bei der Kommunalwahl am 9. Juni 2024 in einer Mehrheitswahl gewählt wurden, und dem ehrenamtlichen Ortsbürgermeister als Vorsitzendem.

### Ortsbürgermeister
Frank Müller wurde im August 2019 Ortsbürgermeister von Unkenbach. Bei der Direktwahl am 26. Mai 2019 war er mit einem Stimmenanteil von 60,15 % gewählt worden. Bei der Direktwahl am 9. Juni 2024 wurde er als einziger Kandidat mit einem Stimmenanteil von 73,4 % erneut für weitere fünf Jahre zum Bürgermeister gewählt.
Müllers Vorgänger waren von 2012 bis 2019 Anke Schamaitis, und zuvor Claus Bensing.

### Wappen
| Wappen von Unkenbach | Blasonierung: „Im Wellenschnitt geteilt von Silber und Schwarz; oben ein wachsender blauer Löwe, rotbewehrt, -bezungt und -bekrönt, unten eine goldene rotbezungte Schlange.“ |
| Wappen von Unkenbach | Wappenbegründung: Der Veldenzer Löwe verweist auf die früheren Ortsherren. |

## Wirtschaft und Infrastruktur
Obwohl 68,4 % der Gemarkungsfläche landwirtschaftlich genutzt werden, befindet sich die Landwirtschaft seit Jahrzehnten auf dem Rückzug. 2005 gab es noch sechs bäuerliche Betriebe, davon zwei im Vollerwerb.
Durch den Ort verläuft die B 420. Über die A 63 im Südosten und die A 61 im Nordosten besteht Anschluss an den Fernverkehr. Der nächstgelegene Bahnhof ist Alsenz an der Alsenztalbahn. Unkenbach selbst wird durch die Linien 913 und 915 des Verkehrsverbundes Rhein-Neckar bedient.